# 魏世標
魏世標，清朝政治人物。山西汾陽縣人。
魏世標為監生出身。乾隆四十五年（1780年）十二月，署任湖南永順府龍山縣知縣。